# Petr Němec
Petr Němec (* 7. Juni 1957 in Ostrava) ist ein ehemaliger tschechischer Fußballspieler und derzeitiger Fußballtrainer.

## Spielerkarriere
Němec begann mit dem Fußballspielen bei Baník Heřmanice. Mit 15 Jahren wechselte er zu Baník Ostrava. Seinen Wehrdienst absolvierte der Mittelfeldspieler von 1975 bis 1977 bei Dukla Tábor und kehrte anschließend nach Ostrava zurück. Mit Baník gewann Němec zweimal den tschechoslowakischen Meistertitel und einmal den tschechoslowakischen Pokal. In der Saison 1986/87 spielte er für den damaligen Zweitligisten Sklo Union Teplice.
Němec nahm an den Olympischen Spielen 1980 in Moskau teil, wo er mit der tschechoslowakischen Fußballauswahl die Goldmedaille holte. 
Des Weiteren nahm Němec an der Fußball-Europameisterschaft 1980 in Italien teil, wo er mit dem Team Dritter wurde. Allerdings wurde der Mittelfeldspieler dabei nicht eingesetzt.

## Erfolge
- Zweimal tschechoslowakischer Meister (1980, 1981)
- Einmal tschechoslowakischer Pokalsieger (1978)
- Olympiasieger 1980

## Trainerkarriere
Němec begann seine Trainerlaufbahn als Assistent bei den Junioren von Sklo Union Teplice. Von 1991 bis 1997 war er Coach, teilweise auch Spielertrainer beim österreichischen Amateurverein USV Groß-Gerungs. Der ehemalige Mittelfeldspieler kehrte 1997 nach Teplice zurück, wo er bis 2001 als Co-Trainer arbeitete. Von 1998 bis 2001 war er Cheftrainer der B-Mannschaft.
Anschließend ging Němec nach Polen. In der Saison 2001/02 trainierte er Śląsk Wrocław. Weitere Stationen des Tschechen waren Widzew Łódź und KSZO Ostrowiec Świętokrzyski im Herbst 2003 und Frühjahr 2004. In der Spielzeit 2006/07 führte er Miedź Legnica in die 2. Liga und in der Saison 2007/08 gelang Němec mit Flota Świnoujście der Aufstieg in die zweithöchste Spielklasse des Landes die 1. Liga. Von Juli 2011 bis November 2012 trainierte Němec den Zweitligisten Arka Gdynia. Am 3. Dezember 2013 wurde Němec als neuer Trainer des Drittligisten OKS Odra Opole vorgestellt. 2014 kehrte Němec nach Tschechien zurück. Der Trainer unterschrieb beim Zweitligisten  FK Ústí nad Labem.